# Hüttenrode (Haina)
Hüttenrode ist der zweitkleinste Ortsteil der Gemeinde Haina (Kloster) im nordhessischen Landkreis Waldeck-Frankenberg.

## Geographie
Hüttenrode liegt im Kellerwald innerhalb des Naturparks Kellerwald-Edersee. Es befindet sich 4,7 km nordöstlich des Hainaer Kernorts und 2 km (jeweils Luftlinie) westsüdwestlich des Bad Wildunger Ortsteils Armsfeld. Durch Hüttenrode verläuft die Kreisstraße 47.

## Geschichte

### Ortsgeschichte
Die älteste bekannte schriftliche Erwähnung von Hüttenrode erfolgte im Jahr 1327 unter dem Namen Hotinrode in einer Urkunde des Klosters Haina. Zum damaligen Zeitpunkt war der Ort eine Wüstung. Im 14. Jahrhundert befand sich Hüttenrode im Besitz des Klosters.
Hessische Gebietsreform (1970–1977)
Im Zuge der Gebietsreform in Hessen wurde die damals selbstständige Gemeinde Hüttenrode zum 1. Juli 1971, freiwillig mit fünf weiteren Gemeinden, in die Gemeinde Haina/Kloster (damalige Schreibweise) als Ortsteil eingegliedert.
Für Hüttenrode wurde wie für die übrigen Ortsteile von Haina (Kloster) ein Ortsbezirk mit Ortsbeirat und Ortsvorsteher nach der Hessischen Gemeindeordnung eingerichtet.

### Bevölkerung
Einwohnerstruktur 2011
Nach den Erhebungen des Zensus 2011 lebten am Stichtag dem 9. Mai 2011 in Hüttenrode 39 Einwohner. Darunter waren keine Ausländer.
Nach dem Lebensalter waren 3 Einwohner unter 18 Jahren, 15 waren zwischen 18 und 49, 15 zwischen 50 und 64 und 3 Einwohner waren älter.
Die Einwohner lebten in 12 Haushalten. Davon waren keine Singlehaushalte, 6 Paare ohne Kinder und 6 Paare mit Kindern, sowie keine Alleinerziehende und keine Wohngemeinschaften. In 9 Haushaltungen leben keine Senioren.
Einwohnerentwicklung
- 1747: 3 Haushaltungen[1]

| Hüttenrode: Einwohnerzahlen von 1834 bis 2019 | Hüttenrode: Einwohnerzahlen von 1834 bis 2019 | Hüttenrode: Einwohnerzahlen von 1834 bis 2019 | Hüttenrode: Einwohnerzahlen von 1834 bis 2019 | Hüttenrode: Einwohnerzahlen von 1834 bis 2019 |
| --- | --------------------------------------------- | --------------------------------------------- | --------------------------------------------- | --------------------------------------------- |
| Jahr |                                               |                                               |                                               | Einwohner                                     |
| 1834 | 1834                                          |                                               | 79                                            | 79                                            |
| 1840 | 1840                                          |                                               | 76                                            | 76                                            |
| 1846 | 1846                                          |                                               | 65                                            | 65                                            |
| 1852 | 1852                                          |                                               | 67                                            | 67                                            |
| 1858 | 1858                                          |                                               | 70                                            | 70                                            |
| 1864 | 1864                                          |                                               | 69                                            | 69                                            |
| 1871 | 1871                                          |                                               | 60                                            | 60                                            |
| 1875 | 1875                                          |                                               | 69                                            | 69                                            |
| 1885 | 1885                                          |                                               | 62                                            | 62                                            |
| 1895 | 1895                                          |                                               | 72                                            | 72                                            |
| 1905 | 1905                                          |                                               | 65                                            | 65                                            |
| 1910 | 1910                                          |                                               | 60                                            | 60                                            |
| 1925 | 1925                                          |                                               | 55                                            | 55                                            |
| 1939 | 1939                                          |                                               | 40                                            | 40                                            |
| 1946 | 1946                                          |                                               | 64                                            | 64                                            |
| 1950 | 1950                                          |                                               | 62                                            | 62                                            |
| 1956 | 1956                                          |                                               | 48                                            | 48                                            |
| 1961 | 1961                                          |                                               | 39                                            | 39                                            |
| 1967 | 1967                                          |                                               | 45                                            | 45                                            |
| 1980 | 1980                                          |                                               | ?                                             | ?                                             |
| 1990 | 1990                                          |                                               | ?                                             | ?                                             |
| 2000 | 2000                                          |                                               | ?                                             | ?                                             |
| 2011 | 2011                                          |                                               | 39                                            | 39                                            |
| 2019 | 2019                                          |                                               | 46                                            | 46                                            |
| Datenquelle: Historisches Gemeindeverzeichnis für Hessen: Die Bevölkerung der Gemeinden 1834 bis 1967. Wiesbaden: Hessisches Statistisches Landesamt, 1968. Weitere Quellen: LAGIS; Gemeinde Haina (Kloster); Zensus 2011 |                                               |                                               |                                               |                                               |

Religionszugehörigkeit
| • 1895: | 62 evangelische (= 100 %) Einwohner |
| • 1961: | 39 evangelische (= 100 %) Einwohner |

## Religion
Hüttenrode bildet mit Battenhausen und Löhlbach ein evangelisches Kirchspiel.

## Infrastruktur
Eine Bushaltestelle wird regelmäßig angefahren. Die Einwohner leben zum größten Teil von Landwirtschaft und Vermietung einiger Ferienwohnungen.